# المنصور علي بن عباس
علي بن عباس بن حسين القاسم (1738 – 25 أكتوبر 1809) إمام الدولة الزيدية في اليمن خلال الفترة (1775 – 1809)م.